# Claudia Jessie
Claudia Jessie, née le 30 octobre 1989 à Moseley une banlieue située à Birmingham, est une actrice britannique.

## Biographie
Claudia Jessie Peyton naît à Moseley une banlieue situé à Birmingham le 30 octobre 1989. Elle est la fille de Dawn, une professeur de chant. Elle avoue avoir pris comme nom de scène son deuxième prénom Jessie car elle a perdu toute connexion avec son père à la suite de la séparation de ses parents. Elle grandit une partie de son enfance sur une barge avec sa famille puis passe une autre partie à Londres avant de retourner à Birmingham à l'âge de dix-sept ans. Elle a un frère prénommé David qui est un musicien,.
Elle quitte l'école à l'âge de quatorze ans afin d'être scolarisée à domicile par sa mère, et n'a pas reçu son GCSE. Avec l'encouragement de sa mère, qui travaillait en tant que femme de ménage pour subvenir à ses besoins et à ceux de son frère, ainsi que pour payer ses cours de ballet, elle signe en 2012 avec un agent pour devenir actrice après divers petits boulots.
De 2003 à 2006, elle intègre l'école privée Susi Earnshaw Theatre School (en) située à Barnet, où elle pratique du street & jazz dance. Elle a ensuite suivi des études d'art dramatique à la Birmingham Repertory Theatre (en), d'où elle sort diplômée en 2009. À vingt et un ans, elle rejoint le groupe Pink Space dans un théâtre LGBTQ dirigé par Hannah Phillips à Birmingham.

## Vie privée
En 2018, elle annonce qu'elle est véganne depuis plusieurs années et qu'elle pratique la méditation du bouddhisme de Nichiren au moins une heure par jour depuis son enfance : « Je ne pense pas que j'aurais été actrice si je n'avais pas pratiqué le bouddhisme. Je peux être profondément sensible, alors le bouddhisme étant le centre de ma vie m'a donné le courage. ».
Claudia Jessie a été très ouverte sur ses expériences de crises de panique extrême et d'anxiété depuis son enfance : « J'ai ce qu'on appelle une dépersonnalisation, qui est un effet de vivre longtemps avec des anxiétés et traumatisme. ».

## Filmographie

### Cinéma

#### Long métrage
- 2016 : Une belle rencontre (Their Finest) de Lone Scherfig : Doris Cleavely / Lily

#### Courts métrages
- 2012 : Rosie de Will Thorne : Rosie
- 2014 : Copy That de Kingsley Hoskins : Beth

### Télévision

#### Séries télévisées
- 2012 : Doctors de Chris Murray : Kate Marshall (saison 14, épisode 131)
- 2013 : Anubis (House of Anubis) de Hans Bourlon et Gert Verhulst : Sophia Danae (saison 3, épisodes 20 et 41)
- 2013 : The Paradise de Bill Gallagher : Mrs. Douglas (saison 2, épisode 8)
- 2013 : Casualty de Jeremy Brock et Paul Unwin : Jenny Anover (saison 28, épisode 11)
- 2014 : Doctors de Chris Murray : Poppy Conroy (rôle récurrent - saison 16 ; 12 épisodes)
- 2014-2016 : Dixi (TV series) (en) (web-série) : Shari (rôle principal - 100 épisodes)
- 2015 : WPC 56 (en) de Dominique Moloney : WPC Annie Taylor (rôle principal - saison 3 ; 5 épisodes)
- 2015 : Jonathan Strange et Mr Norrell (Jonathan Strange & Mr Norrell) (mini-série) de Peter Harness : Mary (rôle récurrent - 4 épisodes)
- 2015 : Bull (2015 TV series) (en) de Gareth Gwynn et John-Luke Roberts : Faye (rôle principal - 3 épisodes)
- 2015 : Josh de Josh Widdicombe : Lucy (saison 1, épisode 6)
- 2016 : Call the Midwife de Heidi Thomas (en) : Jeanette Su (saison 5, épisode 3)
- 2017 : Father Brown (2013 TV series) (en) de Rachel Flowerday et Tahsin Guner : Joan Vanderlande (saison 5, épisode 2)
- 2017 : Carters Get Rich (en) : Charity Worker (saison 1, épisode 2)
- 2017 : Line of Duty de Jed Mercurio : Détective Constable Jodie Taylor (rôle principal - saison 4 ; 6 épisodes)
- 2017-2019 : Porters (TV series) (en) de Dan Sefton : Lucy (rôle principal - 9 épisodes)
- 2017 : Detectorists de Mackenzie Crook : Doctor Hoffman (saison 3, épisode 2)
- 2017 : Comedy Blaps : Danielle (1 épisode)
- 2018 : Lovesick de Tom Edge : Tasha (saison 3, épisode 7)
- 2018 : La Foire aux vanités (mini-série) de Gwyneth Hughes : Amelia Sedley (rôle principal - 7 épisodes)
- 2018 : Doctor Who de Sydney Newman, C. E. Webber et Donald Wilson : Kira Arlo (saison 11, épisode 7 : Kerblam !)
- 2019 : Defending the Guilty (en) de Alex McBride et Kieron Quirke : Nessa (rôle récurrent - saison 2 ; 5 épisodes)
- depuis 2020 : La Chronique des Bridgerton (Bridgerton) de Chris Van Dusen (en) : Éloïse Bridgerton (rôle principal)
- 2025 : Toxic Town  de Minkie Spiro : Maggie Mahon

## Voix françaises
En France, Adeline Chetail est la voix régulière de Claudia Jessie.
| - Adeline Chetail dans : - La Chronique des Bridgerton (série télévisée) - Toxic Town (mini-série) Et aussi - Jessie Lambotte dans Line of Duty (série télévisée) - Karine Foviau dans La Foire aux vanités (série télévisée) |